# Kolonia Pierwsza (Cyców)
Kolonia Pierwsza – część wsi Cyców w Polsce, położona w województwie lubelskim, w powiecie łęczyńskim, w gminie Cyców.
W latach 1975–1998 Kolonia Pierwsza należała administracyjnie do województwa chełmskiego.